# Diastictis incisalis
Diastictis incisalis is een vlinder uit de familie van de grasmotten (Crambidae). De wetenschappelijke naam van deze soort is voor het eerst gepubliceerd in 1880 door Pieter Snellen.
De soort komt voor in Zuid-Afrika, India, Sri Lanka en Indonesië (Sulawesi).